# Bosanska Banovina
Banovina Bosna ili Bosanska Banovina bila je srednjovjekovna država. Stvorena je sredinom 12. stoljeća i postojala je do 1377. kad je krunidbom Tvrtka I. postala Bosansko Kraljevstvo. Velik dio njezine povijesti obilježile su geopolitičke kontroverzije oko kršćanskih denominacija koje su postojale na teritoriju banovine – Crkve bosanske, katoličanstva i pravoslavlja.

## Povijest
Srednjovjekovna država svoj razvoj započinje na visočkom području u kojem će se razviti župa Bosna i kasnije zemlja koju spominje Konstantin VII. Porfirogenet u svom O upravljanju carstvom. Uz župu Bosnu, pretpostavljaju se i sljedeće župe: Vrhbosna (sarajevsko područje), Vidogošća (područje Vogošće, Ilijaša, Breze i Vareša), Trstivnica (Kakanj, Bobovac, Sutjeska), Lepenica (Fojnica, Kreševo, Kiseljak), a vjerojatno i Lašva (Travnik, Vitez) i Brod (na području Zenice). Literatura je naziva i prvotnom Bosnom.
Godine 1136. ugarski kralj Bela II. stvorio je titulu bosanskog bana nakon osvajanja područja Gornje Bosne kako bi je dodijelio svojem sinu Ladislavu II. Tijekom 12. stoljeća mjesni su vladari u banovini koja se nalazila u planinskoj i zabačenoj regiji Bosne sve više djelovali samostalno, tako da Ugarska i/ili Bizant često nisu imali potpunu kontrolu.

### Rana povijest i ban Kulin
Prvi imenom poznati vladar bio je ban Borić, koji je od 1154. djelovao kao hrvatsko-ugarski vazal ili saveznik i koji je sa snagama hrvatsko-ugarskog kralja sudjelovao u Opsadi Braničeva. Godine 1167. umiješao se u rat Ugarskog kraljevstva protiv Bizanta, koji će završiti povlačenjem Ugarske vojske pored Beograda iste godine u Srijemskoj bitci. Sudjelovanje Borića i njegove vojske pokazuje da je hrvatsko-ugarsku vlast u Bosni. Ugri su priznali poraz i Bizantu predali kontrolu nad Bosnom, Dalmacijom i Hrvatskom južno od Krke. Bosna je tad postala dio Bizantskog Carstva od 1167. do 1180., ali zbog njezine udaljenosti kontrola nad njom vjerojatno je bila samo nominalna.
Nakon smrti Manuela I. Komnena 1180. vlast nad Bosnom preuzima ban Kulin, koji se zahvaljujući savezništvu s hrvatsko-ugarskim kraljem Belom III. i pomoći srpskog vladara Stefana Nemanje i njegova brata Miroslava uspio osloboditi bizantskog utjecaja i osigurati mir. Time je ban u Bosni ponovno postao nominalni vazal prema hrvatsko-ugarskom kralju iako u samoj banovini Bosni nije bilo znakova veće ugarske prisutnosti.
Papini izaslanici u to su vrijeme Kulina oslovljavali kao "vladara Bosne". Kulina su njegovi suvremenici nazivali "velikim banom bosanskim", a tu je tradiciju nastavio i njegov nasljednik Matej Ninoslav. Godine 1189. Kulin je napisao prvi bosanski dokument, poznat kao Povelja Kulina bana. Napisan je na arvatici, a radi se o diplomatskom dokumentu kojim su uređeni trgovački odnosi između Bosanske banovine i Dubrovačke Republike. Njegova vladavina također je dovela i do polemika oko autohtone Crkve bosanske (ogranka bogumilzma), Crkve koju su Rimokaatolička i Pravoslavna Crkva smatrale krivovjernom.

#### Hereza i zbor na Bilinom polju
Godine 1203. veliki župan Raške Vukan Nemanjić optužio je bosanskog bana da podržava heretike. Na Bilinom polju je potom održan zbor, poznat kao bilinopoljska abjuracija, javno odricanje od krivovjerja predstavnika "bosanskih krstjana" što su ga 8. rujna 1203. dali u nazočnosti bana Kulina papinskomu izaslaniku Ivanu de Casamarisu, čime je spriječio miješanje drugih država u politiku Bosanske banovine. Uspio je sačuvati Bosansku biskupiju unutar Dubrovačke nadbiskupije; ispostavilo se da su greške koje su priznane bile uglavnom zbog neznanja i nepoznavanja propisa, a ne zbog heretičkih doktrina. Kulin je tad još jednom potvrdio svoju odanost hrvatsko-ugarskom kralju iako je njegova vlast nad Bosnom većinom bila nominalna.
Kulin umire 1204. i svome nasljedniku ostavlja državu koja je uz jezgru Bosne obuhvaćala Usoru, Soli, te župe u Donjim Krajima: Luku, Plivu i Vrbanju. Njega će naslijediti njegov sin Stjepan Kulinić koji će više podržavati Rimokatoličku Crkvu nego njegov otac. To je dovelo do toga da su 1232. službenici bosanske Crkve svrgnuli njegova sina i umjesto njega na vlast postavili Mateja Ninoslava. U isto vrijeme njegov rođak Prijezda I. napustio je bosansku Crkvu i ponovno je prešao na rimokatoličku vjeru. Hrvatsko-ugarski kralj Andrija II. dao je 1234. bosansku banovinu na upravljanje hercegu Kolomanu, a u isto vrijeme legitimni nasljednik Stjepana, njegov sin Sibislav, knez Usore, počeo je napadati Ninoslava u pokušaju preuzimanja vlasti nad ostatkom države. 

### Križarski rat
Križarski rat pokrenut protiv Ninoslava na čelu s hercegom Kolomanom trajao je pet godina. Papin napad na Bosnu doveo je samo do veće podrške Ninoslavu jer je samo Sibislav stao na stranu pape i križarskog rata. Ninoslav je izdao ukaz Dubrovačkoj Republici 22. svibnja 1240. u kojem je tražio zaštitu u slučaju da ga napadne srpski kralj Vladislav Nemanjić. Upravljanje nad banovinom u Bonsi Koloman je predao Prijezdi koji će uspjeti ostati na vlasti dvije ili tri godine. Mongoli su 1241. provalili u Ugarsku, pa se Koloman morao povući iz Bosne, što je odmah iskoristio Matej Ninoslav i ponovno preuzeo vlast, a i Prijezda je pobjegao u Ugarsku. Ninoslav će kasnije biti umiješan i u građanski rat koji je izbio u Hrvatskoj između Trogira i Splita.
Ostatak svoje vladavine Ninoslav se bavio unutrašnjim pitanjima u banovini, a njegova smrt oko 1250. donijet će nove sukobe oko vlasti. U konačnici kralj Bela IV. osvojio je Bosnu i na vlast postavio Ninoslavovog rimokatoličkog rođaka Prijezdu koji će proganjati pripadnike bosanske Crkve. Još jedna Ugarska vojna kampanja pokrenuta je protiv Bosne 1253., ali ne postoji dokaz da su došli do središta banovine. Ugarsko kraljevstvo na sjeveru je postavilo vazalne vladare u Usori i Solima. Središte banovine vjerojatno je i dalje ostalo de facto nezavisno.

### Dinastija Kotromanića
Prijezda, osnivač dinastije Kotromanića, imao je značajno manje područje kojim je vladao nego Ninoslav, pošto je hrvatsko-ugarski kralj odvojio sjeverne regije Usoru i Soli od Bosanske banovine. Taj granični teritorij Ladislav IV, kralj Ugarske, darovao je njegovom zetu, srpskom kralju Dragutinu, a iste godine Prijezda je dogovorio brak njegovoj sina Stjepana I. s Dragutinovom kćerkom Elizabetom. Taj brak će imati velike posljedice u budućnosti jer su od tada potomci Stjepana i Elizabete imali pravu na srpsku krunu. Prijezda je odstupio s vlasti 1287. zbog svoje starosti, a svoje zadnje dane proveo je na imanju u Zemljeniku. Njegovo banovanje obilježio je postupan uspon i sve veća samostalnost banovine, osobito u odnosu na hrvatsko-ugarske kraljeve.
Ugri su ponovo utvrdili svoju vlast nad Solima, Usorom i Sanom u ranom 13. stoljeću, a područje kojim je Prijezda upravljao kao hrvatsko-ugarski vazal moglo bi biti u sjevernim područjima današnje BiH između rijeka Drine i Bosne. Južni dio ostao je neovisan, ali njegov vladar, nasljednik Ninoslava, nije zabilježen. Njega je naslijedio Prijezda II. koji će samostalno vladati od 1287. do 1290, a kasnije i zajedno sa svojim bratom Stjepanom I., sve do 1302. kada će vlast izgubiti. Nakon poraza koji mu je 1302. na rijeci Drini nanio bosanski ban Mladen I. Bribirski (1302–04). Stjepan I. se više ne spominje u izvorima.

### Šubići i Stjepan II. Kotromanić
S njima je ban ratovao više godina, s banom Mladinom I. borio se 1302. u Podrinju, a 1304. Bribirac je poginuo slamajući otpor svojoj vladavini. Taj pothvat uskoro je dovršio njegov brat ban Pavao I. i već 21. veljače 1305. naziva se »gospodarom čitave Bosne«, u kojoj je za bana postavio svojega sina Mladina II. Stjepan je održao posjede u sjeveroistočnom dijelu današnje BiH i Bribirci ga više nisu uznemirivali.
Od 1302. do 1322. vlada hrvatska feudalna obitelj Šubić. Iskoristivši rascjepkanost feudalnih vladara, Pavao I. Šubić ovladao je cijelom banovinom i postao njen gospodar te mu je 1308. kralj Karlo I. Robert potvrdio nasljednu vlast u Bosni. Područjem je potom upravljao Mladen II. koji se u međuvremenu izmirio sa Stjepanom II. Kotromanićem. Godine 1322. izbile su pobune protiv vladavine Mladena II. u Trogiru i Splitu što će kulminirati Bitkom kod Bliske gdje je on i zarobljen, a hrvatsko-ugarski kralj Karlo I. Robert će Kotromanićima vratiti vlast nad banovinom. Stjepan II. Kotromanić bio je ban Bosne od 1314., ali u stvarnosti pod kontrolom Mladena II. sve do njegovog zarobljavanja, a njegova stvarna vlast nad banovinom trajat će od 1322. do 1353., s njegovim bratom Vladislavom.
Godine 1326. Kotromanići će svoju vlast proširiti i izlazom na Jadransko more, kada je Stjepan II. odvojio Humsku zemlju od Srbije, i time dobio pristup od ušća Neretve do Konavala. Nakon smrti srpskog vladara Uroša II. Milutina 1321. proširio je vlast na i Usoru i Soli 1324., koji su bili u zajedničkoj banovini s Mačvom Uspio je značajno povećati područje kojim je vladao i time je ostvario nezavisnost koju su mu priznavali i okolni vladari. Ratovanjem je dovršio teritorijalno širenje kojim je udvostručio područje Bosanske Banovine koja se prostirala "od Save do mora i od Cetine do Drine". Tada se razvijaju rudarstvo (Ostružnica, Fojnica, Deževice, Kreševo, Olovo, Srebrenica), obrti i trgovina (Visoko, Drijeva).
Za vrijeme njegove vlasti uspostavljen je Franjevački vikarijat 1342., a područje kojim je vladao uključivalo je tri crkve: rimokatoličku, pravoslavnu, kao i odmetnute krstjane. Stjepan II. uspio je podići ugled Kotromanića u srednjovjekovnom svijetu, pa je na ugarski dvor otišla njegova kćerka Elizabeta i udala se za hrvatsko-ugarskog kralja Ludovika I.
Posljednje godine svoje vladavine Stjepan II. proveo je u miru, izuzev manjih raspravi s Dubrovačkom i Mletačkom Republikom oko opljačkanih karavana po svojoj banovini. Umro je 28. rujna 1353. i pokopan je u sklopu franjevačkog samostana u Milama kod Visokog. Godine 1354. godine prvi put se spominje i staleško tijelo – stanak "sve zemlje Bosne i Donjih Krajeva i Zagorja" koji predstavlja političko tijelo krupnog bosanskog plemstva banovine.

### Mladi ban Tvrtko
Nakon iznenadne smrti Stjepana, banovinu je naslijedio 14-godišnji Tvrtko, sin Stjepanovog brata i suvladara Vladislava, koji je bio na vlasti kao regent, dok je Tvrtko sa svojom majkom Jelenom Šubić putovao širom banovine kako bi uredio odnose sa svojim vazalima. Nakon smrti Vladislava 1354. regentkinja je postala Jelena koja će odmah otputovati u Ugarsku kako bi dobila pristanak Ludovika I za mladog bana. Odmah po povratku održala je stanak u Milama kojim je dobila potvrdu svih posjeda i privilegija vlastele "sve Bosne, Donjih Krajeva, Zagorja i Huma".
Iako je na početku vladavine povećao svoju moć, godine 1363. izbit će rat s Ugarskom. Stvarni uzrok rata nije poznat, ali sam Ludovik u jednoj povelji piše da naređuje da osvoje Usoru i iskorijene iz Bosne „bezbrojno mnoštvo heretika i patarena“ te da „da unište drskost nekih pobunjenika“. 

Ludovik je prvo napao Donje kraje, područje s podijeljenim plemstvom gdje su jedni podržavali Tvrtka, a drugi hrvatsko-ugarskog kralja. Vlatko Vukoslavić priklonio se Ludoviku i predao tvrđavu u Ključu, ali je Vukac Hrvatinić uspio obraniti tvrđavu Soko grad u župi Pliva. Mjesec dana kasnije napadnuta je i Usora te je i nju napala velika kraljevska vojska, međutim tvrđava u Srebreniku je odoljela napadima te je čak uspjela zarobiti kraljev pečat. To je bila prva Tvrtkova pobjeda protiv hrvatsko-ugarskog kralja koji će se sa svojom vojskom vratiti u Mađarsku. Jedinstvo lokalnog plemstva nije dugo trajalo, pa su u veljači 1366. svrgnuli Tvrtka i zamijenili s njegovim mlađim bratom Vukom.
Tvrtko je pobjegao na ugarski dvor gdje ga je primio hrvatsko-ugarski kralj, njegov dojučerašnji neprijatelj. Prihvativši ponovno ugarsko suverenstvo, Tvrtko je dobio pomoć od Ugarske i vratio se u Bosnu tijekom ožujka 1366. Do kraja mjeseca vratio je neke dijelove svoje banovine, ali ne sve. Imao je podršku gospodara Donjih Kraja. U ovaj sukob uključili su se razni plemići i često su mijenjali strane. Najznačajnija prebjeglica u ovom sukobu bio je Sanko Miltenović, vodeći humski velikaš pod čijom se vlašću nalazio veliki dio Huma između Nevesinja, Konjica i obale. U drugoj polovici 1367. on se nagodio s Tvrtkom, pa je zaključen mir kojim je Sanko zadržao svoje posjede, ali ponovo priznao Tvrtkovu vlast.
Do kraja 1367. Tvrtko je vratio svoju banovinu, a Vuk je bio u egzilu iz koga je tražio pomoć sa strane, posebice od pape, koji je pozivao na križarski rat protiv Bosne. Pošto je ovaj put Ugarska bila na Tvrtkovoj strani, križarskog rata nije bilo, a do 1374. Vuk se izmirio s Tvrtkom. Sljedećih godina Vuk je ostao u Bosni kao mlađi ban; jedini tragovi njegovog prisustva iz ovih godina jesu povelje koje je on odobrio. Do početka 1370-ih godina Tvrtko je toliko ojačao da se počeo upletati u međusobne sukobe srpskog plemstva, te će nakon smrti srpskog cara Uroša iskoristiti razjedinjenost srpskih velikaša kako bi osvojio njihove posjede.

#### Širenje
U savezu s knezom Lazarom, Tvrtko je uspio srušiti Nikolu Altomanovića i doći u posjed velikog dijela njegovih teritorija. Na taj je način postao susjed Balšićima, gospodarima Zete i gornje Albanije. Balšići su poslije pogibije braće Mrnjavčevića u Maričkoj bitci proširili svoju vlast na Peć i Prizren. Izvukli su korist i od rušenja Nikole Altomanovića, zagospodarivši zaleđem Dubrovnika (Trebinjem, Konavlima i Dračevicom); zbog toga će doći u sukob s bosanskim banom, koji je također isticao svoje pravo na dubrovačko zaleđe, pozivajući se na svoje pravo nad Srbijom.
Početkom 1377. (u siječnju ili prvoj polovici veljače) preoteo im je Trebinje, Konavle i Dračevicu. Uz to, i preostalo primorje između Kotorskog zaljeva i teritorija zauzetih 1377. potpalo je pod vlast bosanskog vladara. Tvrtko je tako postao gospodar jadranskog primorja između Kotora i Dubrovnika (bez tih gradova). Tim osvajanjima, posebno onim duž Drine i Lima, povećao se udio pravoslavnih (srpskih) svećenika, monaha, vjernika i crkava pod vlašću bosanskog vladara. Kao gospodar jednog dijela nekadašnjih nemanjićevih posjeda, Tvrtko je sebe smatrao jedinim legitimnim nasljednikom. 

#### Krunidba
Tvrtko je zbog krvne povezanosti s Nemanjićima uzeo titularno vladarsko ime Stefan, otkada je počela bizantizacija titula na bosanskom dvoru, zbog ulaska utjecaja iz Srbije. To mu je srodstvo poslužilo da dobije pravo na sugubi vijenac (dvostruku krunu), jednu po nasljedstvu bosanskih predaka, a na drugu srpsku, po tom što je izumiranjem Nemanjića Srbija ostala bez svojih "praroditelja".
Krunjenje Tvrtka I. izvršeno je 26. listopada 1377. godine. Ne postoji konsenzus oko toga gdje se krunidba dogodila (Mileševo ili Mile kod Visokog) ili koja je priroda krunidbe bila (jednokratno s dvije krune ili dvokratno), kao i osobe krunitelja (djed Crkve bosanske, franjevački vikar ili pravoslavni mitropolit). U srpskoj historiografiji uglavnom se smatra da je to manastir u Mileševu za koji je izvor Orbinijevo Kraljevstvo Slavena, dok većina hrvatskih i bosanskohercegovačkih povjesničara, nakon povijesno-arheoloških istraživanja, zagovara krunjenje u Milima kod Visokog. Tvrtkovu titulu priznali su Dubrovčani i počeli su mu isplaćivati Svetodmitarski dohodak, a titulu su priznavali i Mlečani, dok Žigmund Luksemburški i ostali hrvatsko-ugarski kraljevi, Tvrtka odbijaju nazivati kraljem. Tvrtkovim krunjenjem njegova država se uzdiže u rang kraljevine.

## Ustrojstvo
Suradnja središnje i mjesne vlasti bila je ukorijenjena još od vremena bana Kulina, ali će svoje krajnje uspostavljanje doživjeti tijekom tri decenije vladavine bana Stjepana II. On je uspostavio sustav veza između vladara iz roda Kotromanića i podređenih velikaša i vlastele koja iako obilježena i tenzijama, dugoročno će uspostaviti uređenost državnog organizma Bosanske banovine i kasnije kraljevstva. Velikaši i vlastela nagrađivani su za svoju "vjernu službu", ali je zbog proturječnosti interesima jedne i druge strane često igralo kohezivni, a nekada i razgrađujući utjecaj u bosanskom društvu.
Vlasteoske rodove su u pravnim poslovima zastupali predstavnici bratstava koji se na bosanskim poveljama javljaju u svojstvu svjedoka (dobrih ljudi). Skupina vlastelina pristala bi činiti porotu koja bi ogledala krivicu u slučaju da jedan od njih počini nevjeru prema vladaru za koju bi bilo vrijedno plemenitu čovjeku glavu odsjeći.
Osim toga vladar nije imao drugih službenih mehanizama da obuzda velikaše i stavi ih u službu svojih interesa. Stoga su vremenom velikaši uspjeli nametnuti komponentu bosanskog državnog sabora koji se u izvorima spominje kao stanak gdje se okupljala sva Bosna.
Postepeno je to predstavničko tijelo izraslo u najviši organ državne vlasti kojom su velikaši često imali nadmoć nad vladarom te su svoje nasljedne posjede pretvorili u gotovo autonomne i teritorijalno zaokružene političke oblasti – rusage. Takvo je unutrašnje uređenje bosanske države pogodovalo Osmanlijama prilikom osvajanja pojedinih dijelova Bosne i zavođenja svog sistema vlasti.

## Gospodarstvo i vojska
Bosna je s Kulinom i njegovim ugovorom s Dubrovnikom 1189. ostvario slobode u trgovini i time povećao promet roba. Izvoz metalnih ruda srebra, bakra i olova bili su stup razvoja bosanskog gospodarstva u srednjem vijeku. I ostala dobra kao što su vosak, zlato, med i koža prevožena je preko Dinarida do obale preko Neretvanskog puta, a otkupljivali su ih uglavnom trgovci iz Dubrovnika i Mlečani.
U trgovačkom ugovoru sklopljenom 1339. godine između bana Stjepana II i trogirske općine po prvi put se spominju i luksuzne sirovine poput srebra, zlata i bakra, koje koji dokazuje napredak rudarstva. To je rezultiralo i postankom i razvojem gradskih naselja, te neki prvi bosanski rudnici, Ostružnica (1349.) i Srebrenica (1352.).
Puni pristup Neretvanskom putu bio je ključan za gospodarstvo banovine kada je ban Stjepan II. uspio ovladati čitavim njenim putem osvajanjem Huma. Glavna trgovačka središta u unutrašnjosti bili su Fojnica i Podvisoki.  
Širom Banovine u Bosni postojale su carine koje su kao naknadu uzimale deseti dio prodane robe, a uvedene su za vrijeme vladavine Stjepana II. Kotromanića. Kao rezultat, javilo se krijumčarenje a najviše se zloupotrebljavalo pretvaranje slobodnih ljudi u roblje i njihova preprodaja, trgovina neoznačenim srebrom i prodaja soli ispod cijene. Trgovinski promet odvija se ključnim putevima koji primorje povezuju s unutrašnjošću. To su Via Drine (Dubrovački put) i Via Narenta (Neretvanski put), dva ključna puta kojima su ostala naselja i lokalne sredine međusobno povezani. Trgovački prijevoz uglavnom se bazira na karavanskoj trgovini u kojoj su Vlasi sa svojim životinjama ugovarali prijevoz robe iz Dubrovnika do predviđenih destinacija. Na čelu karavana je kramar (primićur), a sudionici u karavanu se nazivaju ponosnicima.
Domaći majstori, obrtnici i umjetnici svoj doprinos iskazuju domaćim proizvodima kao što su teški srebreni pojasevi, mačevi, štitovi, ukrašene tacne/pladnjevi, kupe i pehari, naušnice, vijenci i prstenje s oznakom da su izrađeni “na bosanski način”, od čega su najcjenjeniji bili srebrni bosanski pojasevi koji se ističu vrijednošću i težinom.
Bosanska vojska za vrijeme banovine temeljila se na konjici krupnije i sitnije vlastele organizirane u hijerarhiji po sistemu vjerne službe i vjere gospodske. O broju vojnika kojima su raspolagali bosanski banovi teško je u potpunosti ustvrditi. Iz primjera opsade Zadra 1345., ban Stjepan II. Kotromanić predvodi vojsku od 10.000 vojnika kod Zemunika u tabor ugarske vojske.

## Vjera
Kao sjecište dvije velike religije, planinsko područje Bosne, nominalno je pripadalo Rimokatoličkoj Crkvi, ali se rimokatoličanstvo nikada nije čvrsto ukorijenilo zbog slabe crkvene organizacije i loših puteva. Srednjovjekovna Bosna ostala je ničija zemlja što je dovelo do stvaranja "odvojene i donekle heretičke crkve" – Crkve bosanske. Ta zajednica pod tim imenom prvi put je zabilježena u povelji bosanskog bana Stjepana II. Kotromanića knezu Grguru Stipaniću 1329. 
Iako je Bosna nominalno bila rimokatolička, a Rim je tražio da se koristi latinski kao liturgijski jezik, bosanski rimokatolici uglavnom su koristili crkvenoslavenski. Franjevci su u Bosnu došli u kasnoj polovici 13. stoljeća kako bi iskorijenili učenja Crkve bosanske, pa je tako vikarijat osnovan 1340., posredstvom Stjepana II. Kotromanića, za čije će se vladavine podignuti više samostana. Do 1385. bili su u Olovu, Milama, Kraljevoj Sutjesci i Lašvi.

## Popis bosanskih banova
- Borić (1154. – 1163.)
- Kulin (1180. – 1204.)
- Stjepan Kulinić (1204. – 1232.)
- Matej Ninoslav (1232. – 1250.)
- Prijezda I. (1250. – 1287.)
- Stjepan I. Kotromanić (1287. – 1314.) (s Prijezdom II. 1287. – 1290., vazalni ban 1290. – 1314.)
- Prijezda II. (1287. – 1290.)
- Mladen I. Šubić Bribirski (1302. – 1304.)
- Mladen II. Šubić Bribirski (1304. – 1322.)
- Stjepan II. Kotromanić (vazalni ban 1314. – 1322., samostalni 1322. – 1353.)
- Stjepan Tvrtko I. Kotromanić (1353. – 1377.)